# Cicer
- Commons
- Wikispecies

Cicer é um género botânico pertencente à família Fabaceae.
Deste género podemos destacar a espécie Cicer arietinum - Grão-de-bico

## Classificação do gênero
| Sistema | Classificação                      | Referência               |
| ------- | ---------------------------------- | ------------------------ |
| Linné   | Classe Diadelphia, ordem Decandria | Species plantarum (1753) |